# Hiszpan (rasa gołębia)

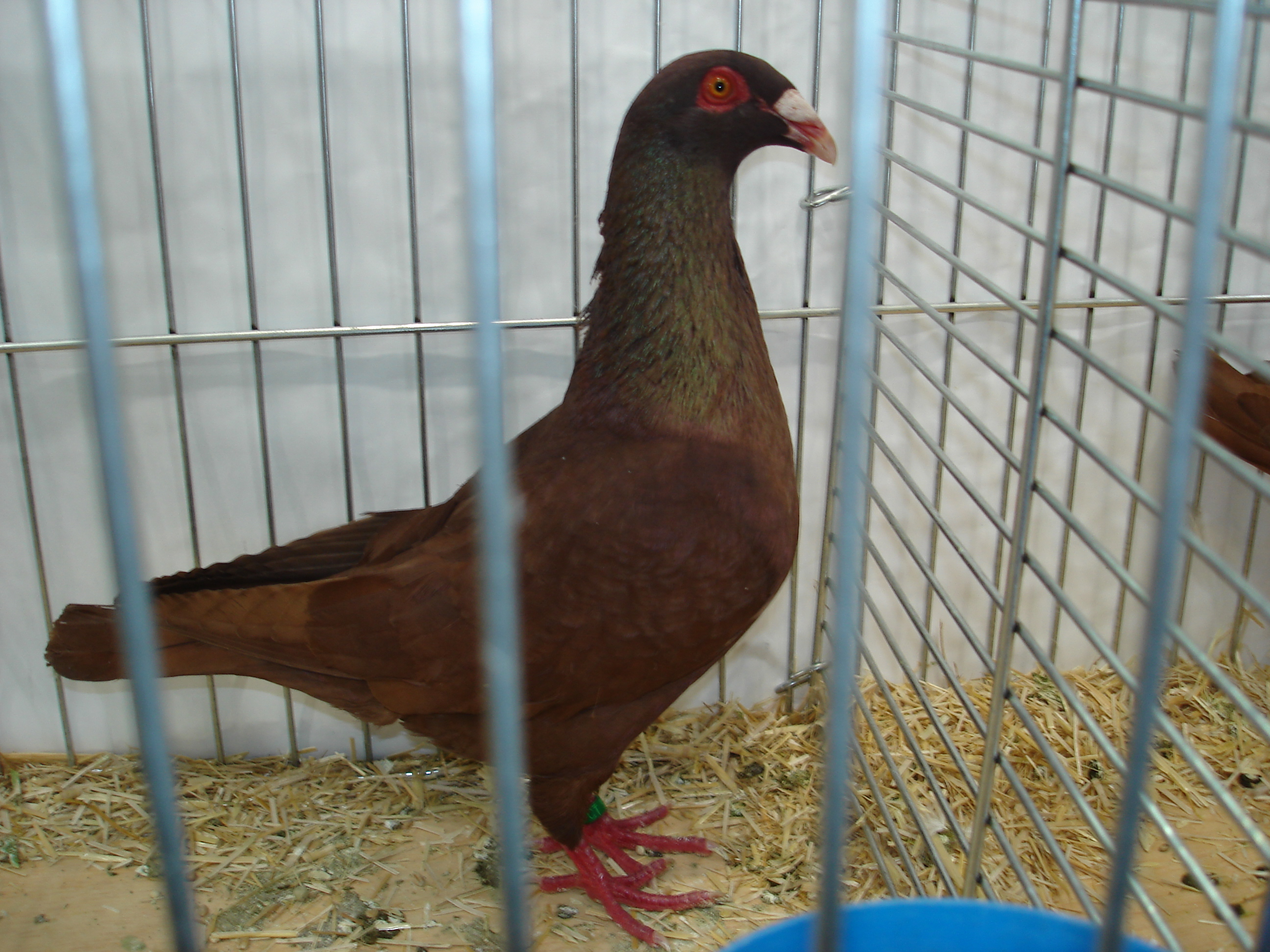
Hiszpan

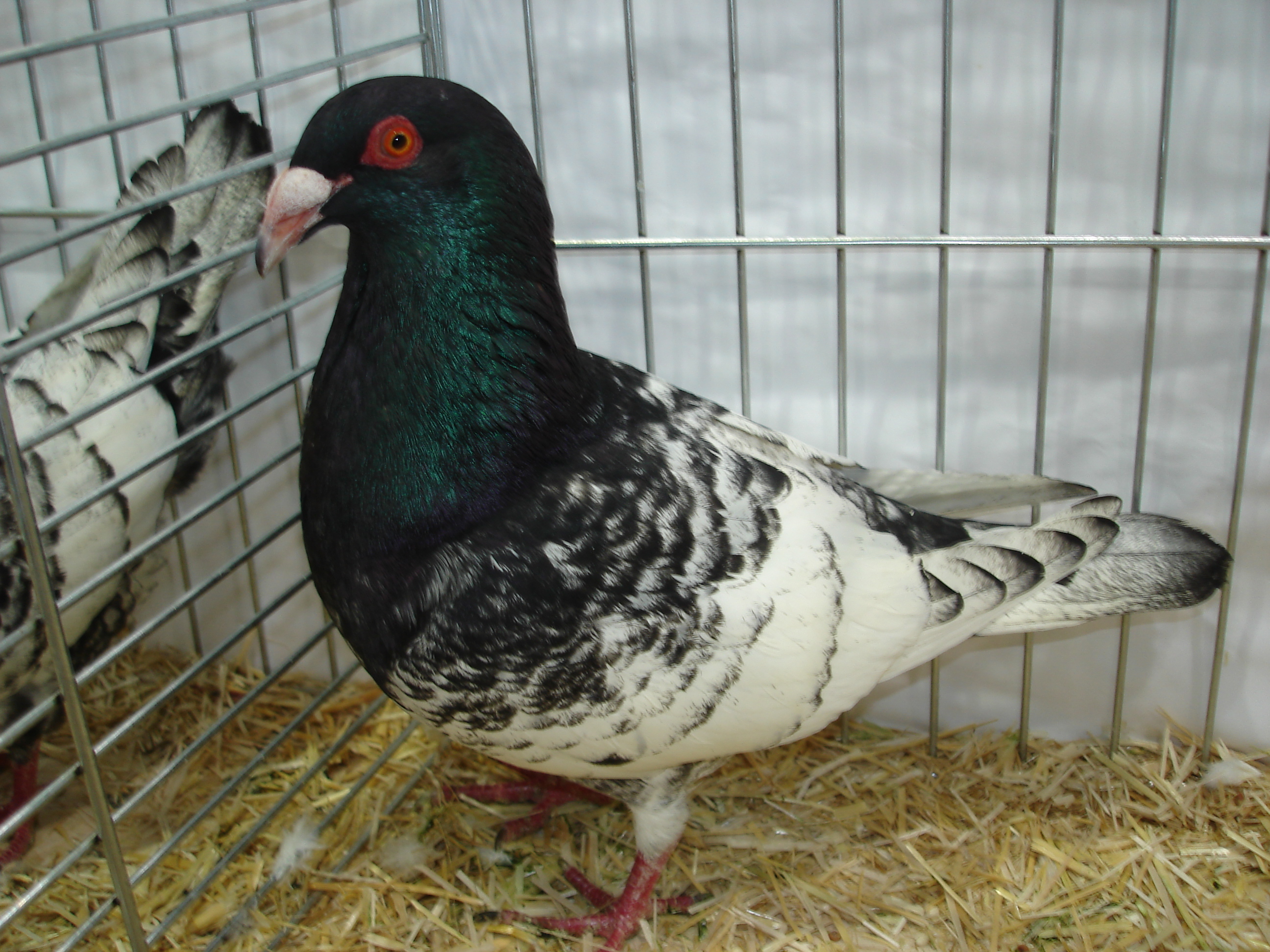
Hiszpan

Hiszpan – rasa gołębia domowego (skalnego).

## Pochodzenie
Turyngia jest ojczyzną kilkunastu ras gołębi, należących do grupy gołębi barwnych. Ale znany jest także garłacz turyński, skowronek koburski, turkot altenburski i turkot ze Schmölln (te dwa ostatnie to gołębie pogranicza), mitelhoizer (Miettelhäuser) oraz hiszpan. Hiszpana zalicza się do gołębi uformowanych, chociaż pod względem pokroju przypomina bagdetę.
Wysoce wątpliwe jest pochodzenie hiszpańskie gołębia, który od samego początku nazywany był hiszpanem. Hiszpan nie posiada domieszki krwi bagdety hiszpańskiej.
Od 1850 roku występują wzmianki dotyczące hiszpana. Za jego ojczyznę w najstarszej literaturze podaje się Turyngię. Hodowane były głównie nad Elsterą i Soławą. Jednakże później wiele uwagi tej rasie poświęcono także w innych częściach Niemiec. Przyjmuje się, że rasę tę wyhodowano na bazie bagdety norymberskiej, różnych gołębi polnych, pocztowych, a także gołębi tureckich. Początkowo hodowano je wyłącznie dla celów kulinarnych, ale szybko hiszpany zagościły w klatkach wystawowych. Od 1894 roku katalogi wykazują ich obecność na wystawach w Lipsku. W październiku 1924 roku zawiązał się klub hodowców hiszpanów w Niemczech. Po II wojnie światowej bliźniacze kluby działały w NRD i RFN. Po zjednoczeniu Niemiec działa już tylko jeden klub, w którym dokonano ujednolicenia wzorca i wytyczono wspólne cele hodowlane. Hiszpany hodowane są także w Polsce.

## Budowa
Hiszpan jest gołębiem rosłym, o zwartej budowie, ujednoliconej, eleganckiej i paradnej postawie. Wzrok przykuwa charakterystyczny kształt głowy, tworzący z nieco zakrzywionym dziobem – z profilu – niczym niezamącony łuk, przybliżony do półokręgu. Czoło powinno być wąskie i z dziobem tworzyć ostry klin. Tył głowy łagodnie łączy się ze średniej długości szyją, równomiernie poszerzającą się w kierunku korpusu. Wzorzec nie przewiduje koronki na głowie. Jakiekolwiek załamania na linii głowy są dużym błędem. Dziób powinien być średniej długości, od 26 do 28 mm, a woskówka w kształcie serca dobrze przylegająca. Tylko u kilkuletnich gołębi może być nieco rozbudowana, ale nie pofałdowana. Żywe, pomarańczowe oczy tkwią niemalże idealnie w środku głowy, otoczone brwią o kolorze intensywnie czerwonym i delikatnej strukturze. Tylko u białych gołębi i tzw. gąsek oko jest ciemne. Oczy perłowe są dyskwalifikującym błędem. Zaokrąglone podgardle i szeroka, lekko uniesiona pierś dodaje hiszpanom niepowtarzalnego uroku. Tzw. węzeł bagdetowy na piersi zalicza się do wady. Szyja nie może być ani zbyt długa, ani zbyt krótka. Hiszpan nie może wyglądać ani jak łabędź, ani też jak kaczka.
Stosunkowo krótkie plecy, szerokie w ramionach, lekko opadają w kierunku ogona, który powinien być noszony poziomo. Ogon musi być niezbyt długi i zwarty, a skrzydła tym samym także niezbyt długie, przylegające do korpusu i niesięgające do końca ogona (około jednego centymetra od końca ogona). Pomimo tego jednak dobrze noszące gołębia w locie.
Hiszpany stoją na średniej długości nogach o czerwonym kolorze, szeroko rozstawionych i koniecznie zawsze gładkich, bez upierzenia.

## Kolory upierzenia
Znane są hiszpany jednobarwne: białe, czarne, niebieskie z czarnymi pasami (stalowoniebieskie), jednolicie czerwone i żółte. Występują także czarne, niebieskie, czerwone i żółte z białymi pasami. Czarne z białymi pasami mogą mieć tzw. lustra na ogonie i jaśniejsze lotki czarno obrzeżone. Ponadto czarne z białymi pasami występują także z białym półksiężycem na piersi. Rdzawy kolor na białych pasach jest błędem.
Interesujące są hiszpany z białymi tarczami na skrzydłach. Dotąd występują biało-tarczowe w kolorze czarnym, czerwonym i żółtym. Mało znane są czerwone i żółte z różą na skrzydle. Gołębie z różą mogą mieć kilka białych piór na plecach.
Hodowane są także hiszpany łuskowate (mazery). Do niedawna hodowano wyłącznie mazery czarne i czerwone. Do nich od paru lat dołączyły żółto łuskowate. Gołębie łuskowate powinny mieć ciemniejszą głowę i szyję, a łuskowatość powinna być równomierna, szczególnie na pokrywach skrzydeł. Lotki i sterówki powinny być obrzeżone. Należy preferować osobniki, które mają ciemniejsze lotki i ogon. U gołębi łuskowatych zwracać należy uwagę szczególnie na oczy. Często się zdarza, że czarno łuskowate mają tzw. złamane oko, a więc tęczówka nie jest jednolicie pomarańczowa, co jest błędem. Jednakże zdarza się, i to wcale nierzadko, że mazery z wyraźnymi brakami dają bardzo ładne, o pięknym wzorze i pomarańczowym oku potomstwo.
Hiszpany czarne, niebieskie i czarno łuskowate mają na końcu dzioba ciemniejszą plamkę.
Interesująco wyglądają hiszpany o rysunku przypominającym gąskę wiedeńską (rasa gołębia). Hiszpany-gąski występują w czterech kolorach: czarnym, czerwonym, niebieskim i żółtym. U gąski białe są skrzydła, brzuch i głowa z białym śliniaczkiem, sięgającym aż do piersi. Linia białych piór od głowy do piersi musi być bez załamań. Pozostałe pióra na ciele powinny mieć intensywny kolor. Pojedyncze białe pióra pod ogonem nie są dużym błędem.
Wymaga się, aby wszystkie kolory były intensywne, lśniące, o metalicznym połysku, bez rdzy, a pióra dobrze przylegające do ciała.